# Lisa D. Manner
Lisa Diana Dahlsdotter Manner, född 3 mars 1979 i Lund, är en svensk konstnär som arbetar med måleri. 
Lisa D Manner, som är bosatt i Lund, utbildade sig på Konsthögskolan i Umeå och blev master in fine arts 2007. Manner är känd för sina intrikata och detaljrika målningar där exteriörer och interiörer sammanblandas till större övergripande landskapsbilder. Oftast består hennes bilder av mörka bakgrunder med tunna målade linjer som närmast liknar teckning. Det är vanligt med flera rinnande och upplösande tekniker vilket skapar en känsla av förfall. Manners större bilder består ofta av ett fåtal färger såsom rosa och turkos mot en svart eller mörk bakgrund, hennes mindre bilder består av fler färger och vittnar om andra måleriska tekniker. Manners bilder går att se som ett sammanfogat collage av det som inspirerar henne. Det kan vara från så skilda håll som en sophög från Litauen eller en takfläkt från Vietnam. Utöver de mer samtida arkitektoniska referenserna man kan hitta i hennes måleri går det även att finna insprängda detaljer av målningar ur konsthistorien, exempelvis Hieronymus Bosch. Tetris, Dandelion och Avalanche är titlar på några av hennes verk.
Manner har ställt ut på ett flertal konsthallar och museer såsom Kristianstads konsthall, Konsthallen/Hamnmagasinet i Varberg, Bildmuseet i Umeå, Malmö konstmuseum, Ystad konstmuseum och ett flertal gallerier bland annat en separatutställning på Peter Bergman Galleri 2011. Hon har erhållit flera större stipendier såsom Ellen Trotzigs fond 2007, Stiftelsen Anna-Lisa Thomson Till Minne 2007, Region Skånes konststipendium 2010, Ester Lindahls stipendium 2011 och Konstnärsnämndens arbetstipendium 2011. Hennes konst finns representerad på Malmö konstmuseum, Västerbottens museum, Umeå kommun, Uppsala kommun, Västerbottens läns landsting, Jönköpings kommun, Region Skåne, Karlstad kommun, Varbergs kommun, Sveriges allmänna konstförening och Statens konstråd.
År 2022 tilldelades hon Lengertz konstpris.
Kalejdoskop förlag gav 2012 ut en bok om Lisa D Manners konstnärskap.